# Dwarf-Maus
Dwarf-Mäuse (engl. Singular: dwarf mouse, dwarf = ‚Zwerg‘) sind kleinwüchsige Mausmutanten und wichtige Modellorganismen in der Biogerontologie.

## Beschreibung und Typen
Dwarf-Mäuse sind Mutanten der Art Mus musculus (Hausmaus, beziehungsweise deren Zuchtform Farbmaus, Gattung: Mäuse) und nicht mit der Art Zwergmaus (Micromys minutus) aus der Gattung Micromys zu verwechseln.
Je nach Art der Mutation wird zwischen Ames-Dwarf-Mäusen und  Snell-Dwarf-Mäusen unterschieden. Bei den Ames-Dwarf-Mäusen liegt eine Mutation im Prop1-Gen (Prop1df) vor. Homozygote Ames-Dwarf-Mäuse (Prop1df/Prop1df) sind kleinwüchsig und haben eine signifikant höhere Lebenserwartung als ihre nicht mutierten Artgenossen. Heterozygote Ames-Dwarf-Mäuse (Prop1df/+) sind dagegen „normal“.
Snell-Dwarf-Mäuse tragen eine rezessive Mutation auf dem Pit-1-Gen. Auch hier sind die heterozygoten Tiere normal, während die homozygoten nur etwa ein Drittel der Körpergröße erreichen und eine höhere Lebenserwartung aufweisen.
Die Laron-Dwarf-Maus ist eine relativ neue Maus-Mutante, die durch das gezielte Abschalten (Gen-Knockout) des Wachstumshormon-Rezeptors erhalten wird. Diese Tiere werden daher auch als GHR-KO-Mäuse bezeichnet. Der Name Laron ist dem israelischen Endokrinologen Zvi Laron (* 1927) gewidmet, der auch Namenspate für das Laron-Syndrom (hypophysärer Kleinwuchs, bedingt durch eine Somatotropin-Resistenz) ist.
Ames-Dwarf-Mäuse zeigen viele phänotypische Eigenschaften, die auch Tiere unter Kalorienrestriktion zeigen. Allerdings wird die höhere Lebenserwartung der Dwarf-Mäuse durch andere Phänomene und Mechanismen hervorgerufen. Ein Indiz dafür ist, dass Kalorienrestriktion bei Dwarf-Mäusen die Lebenserwartung weiter erhöht. Der Vergleich der Genexpression von Dwarf-Mäusen mit der von normalen Mäusen unter Kalorienrestriktion (30 %ige Reduzierung der Nahrung), zeigte signifikante Unterschiede.
Im Gegensatz zu den beiden anderen Dwarf-Maus-Mutanten und anderen Mäusen hat bei den Laron-Dwarf-Mäusen die Kalorienrestriktion keine lebensverlängernde Wirkung.
In den ersten zwei Wochen nach ihrer Geburt unterscheiden sich die Dwarf-Mäuse gegenüber ihren heterozygoten Wurfgeschwistern im Wachstum nicht. Die Weibchen der Ames- und Snell-Mäuse sind steril. Die Männchen haben eine geringe Fertilität. Die Lebensspanne ist bei Weibchen um 68 %, bei Männchen um 49 % erhöht. Das Körpergewicht ist um 67 % kleiner als beim Wildtyp. Bei beiden Mutanten wird kein Somatotropin (Wachstumshormon, GH), kein Thyreotropin (TSH) und kein Prolaktin (PRL) produziert. Im Plasma finden sich geringere Glucose- und Insulin-Spiegel. IGF-1 ist um über 99 % reduziert.
Die Mechanismen, die bei Dwarf-Mäusen zu einer Lebensverlängerung führen, sind noch weitgehend unverstanden. Verabreicht man beispielsweise Snell-Dwarf-Mäusen Injektionen von Wachstumshormone und Thyroxin, so nimmt ihr Körpergewicht erwartungsgemäß zu; um etwa 45 %. Sie bleiben dennoch deutlich kleiner als die heterozygoten Exemplare. Durch die Gabe der Wachstumshormone wird auch die Fruchtbarkeit der Männchen wieder normalisiert. Die Lebenserwartung wird durch diese Maßnahme allerdings nicht reduziert. Durch das Thyroxin wurde die Lebenserwartung zwar gesenkt, sie lag dennoch über der der Vergleichstiere.

## Weiterführende Literatur
- Y. F. Chen, C. Y. Wu, C. H. Kao, T. F. Tsai: Longevity and lifespan control in mammals: lessons from the mouse. In: Ageing research reviews Band 9 Suppl 1, November 2010, S. S28–S35, ISSN 1872-9649. doi:10.1016/j.arr.2010.07.003. PMID 20667513.
- H. M. Brown-Borg u. a.: Growth Hormone and Aging in Mice. In: C. Sell und A. Lorenzini: Life Span Extension: Single Cell Organisms to Man. Humana Press, 2009, ISBN 1-603-27506-1, S. 115–131. eingeschränkte Vorschau in der Google-Buchsuche
- W. R. Swindell: Genes and gene expression modules associated with caloric restriction and aging in the laboratory mouse. In: BMC genomics Band 10, 2009, S. 585, ISSN 1471-2164. doi:10.1186/1471-2164-10-585. PMID 19968875. PMC 2795771 (freier Volltext). (Open Access)
- W. R. Swindell: Gene expression profiling of long-lived dwarf mice: longevity-associated genes and relationships with diet, gender and aging. In: BMC genomics Band 8, 2007, S. 353, ISSN 1471-2164. doi:10.1186/1471-2164-8-353. PMID 17915019. PMC 2094713 (freier Volltext). (Open Access)
- J. J. McElwee, E. Schuster, E. Blanc, M. D. Piper, J. H. Thomas, D. S. Patel, C. Selman, D. J. Withers, J. M. Thornton, L. Partridge, D. Gems: Evolutionary conservation of regulated longevity assurance mechanisms. In: Genome biology Band 8, Nummer 7, 2007, S. R132, ISSN 1465-6914. doi:10.1186/gb-2007-8-7-r132. PMID 17612391. PMC 2323215 (freier Volltext). (Open Access)
- A. Bartke: Life Extension in the Dwarf Mouse. In: Handbook of models for human aging. P. M. Conn (Herausgeber), Academic Press, 2006, ISBN 0-123-69391-8, S. 403–413 eingeschränkte Vorschau in der Google-Buchsuche
- A. Bartke und H. Brown-Borg: Life extension in the dwarf mouse. In: Curr Top Dev Biol 63, 2004, S. 189–225. PMID 15536017 (Review)
- H. Liang, E. J. Masoro, J. F. Nelson, R. Strong, C. A. McMahan, A. Richardson: Genetic mouse models of extended lifespan. In: Experimental Gerontology Band 38, Nummer 11–12, 2003 Nov-Dec, S. 1353–1364, ISSN 0531-5565. PMID 14698816. (Review).
- A. Bartke, J. C. Wright, J. A. Mattison, D. K. Ingram, R. A. Miller, G. S. Roth: Extending the lifespan of long-lived mice. In: Nature Band 414, Nummer 6862, November 2001, S. 412, ISSN 0028-0836. doi:10.1038/35106646. PMID 11719795.
- K. Flurkey, J. Papaconstantinou, R. A. Miller, D. E. Harrison: Lifespan extension and delayed immune and collagen aging in mutant mice with defects in growth hormone production. In: Proceedings of the National Academy of Sciences Band 98, Nummer 12, Juni 2001, S. 6736–6741, ISSN 0027-8424. doi:10.1073/pnas.111158898. PMID 11371619. PMC 34422 (freier Volltext).
- L. Guarente: Mutant mice live longer. In: Nature 402, 1999, S. 243–245. doi:10.1038/46185 PMID 10580490
- H. M. Brown-Borg, K. E. Borg, C. J. Meliska, A. Bartke: Dwarf mice and the ageing process. In: Nature Band 384, Nummer 6604, November 1996, S. 33, ISSN 0028-0836. doi:10.1038/384033a0. PMID 8900272.
- R. R. Behringer u. a.: Dwarf mice produced by genetic ablation of growth hormone-expressing cells. In: Genes Dev 2, 1988, S. 453–461. PMID 3286373